# Vrede van Atrecht (1579)
De Vrede van Atrecht was een verdrag gesloten op 17 mei 1579 tussen koning Filips II, vertegenwoordigd door landvoogd Alexander Farnese, en de gewesten die zich hadden verbonden in de Unie van Atrecht, te weten het graafschap Henegouwen, het graafschap Artesië, en de steden Douai, Rijsel, Orchies en Arras. Na aanpassingen werd dit verdrag op 12 september 1579 ondertekend en bezegeld in Bergen. Het was een afzonderlijke vrede die formeel een einde maakte aan de oorlogstoestand die tijdens de Tachtigjarige Oorlog tussen deze entiteiten bestond. De gewesten die in reactie hierop de opstandige Unie van Utrecht hadden gevormd, zetten de oorlog voort.

## Achtergrond
Toen landvoogd Juan van Oostenrijk in juli 1577 brak met de Staten-Generaal en de vijandelijkheden hervatte, handhaafden de leden van de Unie van Brussel aanvankelijk hun gemeenschappelijk front tegen de regering van koning Filips II van Spanje. Maar na de dood van Don Juan in oktober 1578 ging zijn opvolger, Alexander Farnese, intelligenter te werk. Hij benaderde een katholieke adelsfactie, later bekend als de Malcontenten, geleid door de stadhouder van Henegouwen, graaf Philippe de Lalaing en zijn halfbroer Montigny, en overtuigde hen om te breken met de Prins van Oranje en diens beleid van religievrede. Dit leidde tot de vorming van de Unie van Atrecht in januari 1579. De leden van deze Unie openden vervolgens onderhandelingen met Farnese, die leidden tot de ondertekening van een afzonderlijke vrede. 

## Onderhandelingsproces
De vertegenwoordigers van de partijen bij de Unie van Atrecht bereikten reeds op 8 december 1578 overeenstemming over een ontwerpverdrag. Op 6 januari 1579 sloten ze de Unie van Atrecht, wat een eed inhield op een verklaring waarin gehoorzaamheid werd betuigd aan de koning en inachtname van de katholieke religie. Reeds drie dagen later kwam er een tweede ontwerpverdrag, gevolgd door een derde ontwerp op 6 april 1579. Uiteindelijk werd het verdrag op 17 mei 1579 ondertekend door de vertegenwoordigers van Farnese en de leden van de Unie van Atrecht. Maar de onderhandelingen waren nog niet beëindigd en Farnese slaagde erin nog een aantal concessies af te dwingen, wat resulteerde in de versie van 12 september 1579, die door koning Filips werd bekrachtigd en in Bergen werd afgekondigd. Deze wijkt op wezenlijke punten af van het verdrag zoals ondertekend op 17 mei, bijvoorbeeld door de vrijlating van Filips Willem van Oranje niet te hernemen.

## Inhoud
Het verdrag, zoals ondertekend op 17 mei 1579, bevatte de volgende bepalingen:
- De Pacificatie van Gent, het Eeuwig Edict en de Unie van Brussel werden herbevestigd, zowel door de Spaanse Kroon als door de leden van de Unie van Atrecht (art. I)
- Het rooms-katholicisme moest worden gehandhaafd door alle bekleders van openbare ambten (art. II, XI, XII, XV)
- Er mochten geen garnizoenen meer zijn van buitenlandse of huurtroepen, of ze nu werden betaald door Spanje of door de Staten-Generaal (art. V)
- Alle krijgsgevangenen moesten worden vrijgelaten (art. IX)
- De Raad van State moest worden georganiseerd zoals in de tijd van Karel V
- Twee derde van de staatsraden moesten worden benoemd door met de instemming van alle staten van de aangesloten provincies (art. XVI)
- Alle privileges die golden onder keizer Karel V, moesten worden hersteld
- Belastingen ingesteld na het bewind van Karel V moesten worden afgeschaft (art. XX)

## Ondertekenaars
Voor de Kroon:
- Mathieu Moulart, bisschop van Atrecht
- Jean de Noircarmes, ridder
- Guillaume Le Vasseur, heer van Walhoun

Voor de Staten van Artesië:
- Jacques Froz
- Antoine Germain, abt van Vicognon
- Nicolas de Landas, ridder

Voor de Staten van Henegouwen:
- Lancelot de Persant, heer van La Haye
- Jean d'Ossignies, eerste schepen van Bergen
- Louis Corbant, tweede schepen van Bergen
- Jacques de la Croix, heer van Callevelle, raadsheer van Bergen
- David de Hanchin, pensionaris van Bergen
- Louis Callier, griffier van de Staten van Henegouwen

Voor de Staten van Rijsels-Vlaanderen:
- Roland de Vicque, baljuw van Watten
- Jacques de Hennin, baljuw van Komen
- Jean Pitavet, burgemeester van Rijsel
- Denis Gilbert, griffier van Rijsel
- Pierre Charpentier, abt van Loos
- Florent van den Keere, kanunnik van de Sint-Pieterskerk
- Eustace d'Oignies
- Adrien Reblemette
- Eustace d'Aoust, eerste schepen van Douai
- Philippe Broids, pensionaris van Douai

Stadhouders:
- Robert de Melun, markies van Richebourg, stadhouder van Artesië
- Adrien d'Ognies, ridder, stadhouder van Rijsels-Vlaanderen
- Philippe de Lalaing, stadhouder van Henegouwen

## Uitgaven
- Louis-Prosper Gachard, Actes des états généraux des Pays-Bas, 1576-1585, vol. 2, 15 août 1578 – 30 décembre 1580, 1866, p. 522-536
- C.H.T. Bussemaker, De afscheiding der Waalsche gewesten van de Generale Unie, vol. 2, 1895, p. 471-497 (vergelijkende tabel van ontwerpen en verdragsversies)
- Charles Giry-Deloison, "Elisabeth Ière et le traité d'Arras de 1579" in: Arras et la diplomatie européenne, XVe-XVIe siècles, eds. D. Clauzel, F. Gistelinck en C. Leduc, 1999, p. 371-375